# Moschea di Qiyaslı
La moschea di Qiyaslı (in azero Qiyaslı məscidi) è una moschea situata nel villaggio di Qiyaslı del Distretto di Ağdam, in Azerbaigian. Il 2 agosto 2001, il Gabinetto dei ministri della Repubblica dell'Azerbaigian ha posto la moschea sotto la protezione statale come monumento architettonico di importanza locale.

## Storia
La moschea è stata costruita nel XVIII secolo. All'inizio degli anni '90, durante la prima guerra del Nagorno Karabakh, il villaggio di Qiyaslı fu occupato dalle forze militari armene. Il villaggio di Qiyaslı è stato restituito all'Azerbaigian dopo la seconda guerra del Nagorno Karabakh. Il fotoreporter Reza Deghati ha osservato che prima di lasciare la regione, gli armeni hanno dato fuoco alla moschea di Qiyaslı. Il corrispondente del Kommersant Kirill Krivošeev ha notato che c'erano mucchi di fieno nella moschea del villaggio e un recinto è stato costruito nelle vicinanze.